# Burn (film, 2019)
Pour les articles homonymes, voir Burn.
À ne pas confondre avec le film intitulé Burn (en) sorti en 2012.
Pour plus de détails, voir Fiche technique et Distribution.
Burn ou Nuit d'enfer (au Québec), est un film américain réalisé et scénarisé par Mike Gan, sorti en 2019.

## Synopsis
Burn raconte l'histoire de Melinda, une caissière de station-service dans un village américain, qui a de la difficulté à s'intégrer correctement à la société, mise à l'ombre par sa collègue très dynamique et loquace, Sheila. Pendant qu'elle va nettoyer les toilettes, Sheila regarde le cellulaire de Melinda en secret et découvre des photos de l'officier Liu, un patrouilleur local, prises à son insu par Melinda. Elle en profite pour narguer Melinda, mais n'en a pas beaucoup le temps, puisque Billy, un client qui vient d'entrer, demande à Sheila de l'aider à trouver des préservatifs. Il s'avère qu'il est en fait mal intentionné.
Après avoir pris ce qu'il voulait, Billy s'avance au comptoir et braque son pistolet, qui était dissimulé sous sa veste, vers les deux filles, leur demandant de l'argent pour repayer un gang à qui il doit des comptes. Sheila lui dit qu'elles n'ont pas beaucoup d'argent dans le tiroir, mais Melinda lui dit qu'il y a de l'argent à l'arrière, dans l'aire de repos des employés. Alors que des clients entrent, Sheila tente d'écrire un message d'aide sur un papier, mais Melinda le déchire. Après que les clients passent, sans se douter de la vérité derrière l'affaire, et Sheila commence à provoquer Billy sur la taille de son sexe. Ce dernier s'enrage et l'emmène dans l'aire des employés et s'empare d'elle, et Sheila décide de crier à l'aide. Melinda arrive avec du café chaud, qu'elle asperge sur Billy. En se débattant, son fusil tire un coup, qui tue Sheila. Melinda profite de l'occasion pour s'approcher de Billy, mais tout ne finira pas si bien...

## Fiche technique
Sauf indication contraire, les informations mentionnées dans cette section peuvent être confirmées par la base de données cinématographiques IMDb,  présente dans la section « Liens externes ».
- Titre original et français : Burn
- Titre québécois : Nuit d'enfer
- Réalisation : Mike Gan
- Scénario : Mike Gan
- Production : Jordan Beckerman, Ash Christian (en), Jordan Yale Levine (en), Russ Posternak, Michael J. Rothstein, Sukee Chew, Shaun Sanghani (en) (producteur exécutif) et Jon Keeyes (en) (coproducteur)
- Musique : Ceiri Torjussen (cy)
- Photographie : Jon Keng
- Décors: Eric Whitney
- Costumes : Annie Simon
- Maquillage : Elizabeth Piper S. (chef-maquilleuse), Lani Barry, Susie Bua et Ingrid Okola
- Sociétés de production : Yale Productions, Hopscotch Pictures, Film Mode Entertainment, Inwood Road Films et Particular Crowd
- Distribution : Momentum Pictures (en) (États-Unis), SB Film (Russie), VVS Films (Canada), Blue Swan Entertainment (Italie), Momentum Distribution (États-Unis) et Splendid Film (Allemagne)
- Budget : Inconnu
- Box Office : Inconnu
- Pays de production :  États-Unis
- Langue originale : anglais
- Genre : Thriller
- Durée : 88 minutes
- Date de sortie :
  - États-Unis, Canada et Taïwan : 23 août 2019
  - Russie : 12 septembre 2019
  - Turquie : 13 septembre 2019
  - France : 15 septembre 2019 (FEFFS)
  - Ukraine : 31 octobre 2019
  - Royaume-Uni : 25 novembre 2019 (par internet)
  - Allemagne : 29 novembre 2019 (par DVD et Blu-Ray)
  - Pays-Bas : 30 janvier 2020 (par DVD)
  - Brésil : 10 avril 2020
  - Colombie, Mexique et Panama : 13 avril 2020 (télévision)

## Distribution
- Tilda Cobham-Hervey : Melinda
- Josh Hutcherson : Billy
- Suki Waterhouse : Sheila
- Harry Shum Jr : Officier Liu
- Shiloh Fernandez : Perry
- Keith Leonard : Darryl
- Angel Valle Jr. (sous le nom d'Angel Valle) : Cory
- John D. Hickman : Bruce
- Wayne Pyle : Fred
- Winter-Lee Holland : Dolores
- Rob Figueroa : Philip
- Doug Motel : Howard
- James Devoti : Dominik
- Joe James : Marcus
- Malina Moye (en) : Répartitrice de la police
- Steve Garfanti : Guy

## Production
En février 2018, Tilda Cobham-Hervey, Josh Hutcherson et Suki Waterhouse sont annoncés comme faisant partie de la distribution, alors que Mike Gan, scénariste du film, est annoncé comme réalisateur. Le mois suivant, Shum et Fernandez sont annoncés dans la distribution. En mai 2018, le film est renommé de Plume, son titre original, pour Burn, le titre qui finalement été retenu lors de la sortie.
Le tournage est effectué en mars 2018 à Poughkeepsie et LaGrange, tournage qui dure entre un et deux mois. Au moment du tournage, deux autres films étaient en production dans la région.

## Accueil

### Sortie au cinéma
Burn sort dans les salles le 23 août 2019, distribué par Momentum Pictures.
Le film rapporte un total de 0 $ (USD) en Amérique de Nord et 25 373 $ (USD) dans les autres territoires.

### Critiques
Le film reçoit un score d'approbation moyen de 58 % sur Rotten Tomatoes basé sur 12 critiques, pour une cote moyenne de 6.59/10. Sur Metacritic, le film reçoit un score de 50/100, selon 4 avis, dans la tranche d'avis moyens ou mitigés.
Selon Dennis Harvey de Variety, «Le problème est que le premier long métrage du scénariste-réalisateur Mike Gan, bien que géré avec compétence dans la plupart des départements, ne s'engage pas suffisamment dans une approche pour réaliser son potentiel.» Le chroniqueur John DeFore du Hollywood Reporter indique de son côté : «Ni le scénario de Gan ni sa direction de la distribution ne vend tout à fait ce scénario, mais une fois qu'il introduit une violence accidentelle, l'image peut chevaucher la logique familière de la narration du crime qui a mal tourné.»